# Odonteus thoracicornis
Odonteus thoracicornis es una especie de coleóptero de la familia Geotrupidae. Habita en América del Norte. Mide 10 mm, habita en la hojarasca.